# ميمونق
ميمونق هي قرية في مقاطعة مراغة، إيران. عدد سكان هذه القرية هو 394 في سنة 2006.